# Akta S
Akta S (v anglickém originále The Springfield Files) je 10. díl 8. řady (celkem 163.) amerického animovaného seriálu Simpsonovi. Scénář napsal Reid Harrison a díl režíroval Steven Dean Moore. V USA měl premiéru dne 12. ledna 1997 na stanici Fox Broadcasting Company a v Česku byl poprvé vysílán 26. ledna 1999 na stanici ČT1.

## Děj
V rámcovém příběhu Leonard Nimoy uvádí pořad o setkáních s mimozemšťany a na začátku epizody hovoří o „setkání“, ke kterému došlo ve Springfieldu. 
Homer říká Lennymu a Carlovi, že by se měli vytratit z práce dřív a začít pít pivo. Homer vloží do bezpečnostní kamery starou nahrávku, na které pracují. Té noci U Vočka je opilý Homer po vypití více než deseti piv nucen jít domů pěšky, když se podrobí dechové zkoušce, ale vydá se špatnou cestou a skončí v lese. Na mýtině se setká se zářícím mimozemšťanem s tenkými kostmi. Přestože mu mimozemšťan říká, ať se ho nebojí, Homer zpanikaří a s křikem utíká domů. 
Zbytek rodiny Homerovu příběhu nevěří a jeho pokusy nahlásit pozorování mimozemšťana na policii náčelník Wiggum odmítá. Agenti Fox Mulder a Dana Scullyová z FBI se o pozorování dozvědí a vydají se ho vyšetřit. Poté, co neobdrží žádné výsledky jeho psychologických testů, Homer nepředloží žádný důkaz, že mimozemšťana skutečně viděl. Většina sousedů se Homerovi vysmívá; dokonce i Marge odmítá jeho tvrzení věřit, ale Bart přiznává, že Homerovi věří. Další páteční noc se dvojice utáboří v lese. Mimozemšťan přilétá a slibuje mír, ale Homer ho vyplaší, když omylem šlápne na jejich ohniště a křičí bolestí. Bart celý incident natočí na kazetu. 
Nimoy popřeje divákům dobrou noc. Poté mu Jeremy Freedman mimo obrazovku připomene, že do konce seriálu zbývá ještě deset minut, načež běží k autu a odchází. Vypravěčské povinnosti přebírá Jeremy. 
Po úspěšném zachycení existence mimozemšťana jej Homer a Bart představí médiím. Všichni ve městě nakonec Homerovi uvěří, dokonce mu klepou na dveře a kladou mu otázky. Při přednášce v kostele se reverend Lovejoy dojímá, když mluví o postavě E.T. Líza mezitím tvrdí, že mimozemšťan musí mít logické vysvětlení. Opět přichází pátek a všichni se vydávají do lesa. Objeví se mimozemšťan, který slibuje lásku, ale obyvatelé města se začnou bouřit a na mimozemšťana zaútočí. Líza a Smithers je zastaví právě včas a ukáží, že „mimozemšťan“ je ve skutečnosti pan Burns. Smithers vysvětlí, že Burns jednou týdně podstupuje léčbu dlouhověkosti, aby ošidil smrt; ta ho zanechává dezorientovaného a také mu způsobuje vysoký hlas. Když se Burns vrátí ke svému normálnímu já, prozradí, že jeho zelená záře je způsobena dlouholetou prací v jaderné elektrárně. Poté, co vyhrožuje, že místo míru a lásky přinese obyvatelům Springfieldu „strach, hlad a mor“, dostane od doktora Nicka další posilující injekci. Vrátí se ke svému „mimozemskému“ já a začne zpívat „Good Morning Starshine“, k čemuž se přidá celý dav, dokonce i navrátivší se Nimoy, Fox a Dana. Díl uzavírá Jeremy Freedman. 

## Produkce
Epizodu produkovali Al Jean a Mike Reiss, kteří působili jako showrunneři třetí a čtvrté řady. K seriálu se vrátili, aby produkovali tuto a několik dalších epizod, zatímco měli smlouvu se společností The Walt Disney Company. Scénář k dílu napsal Reid Harrison a režíroval jej Steven Dean Moore. Epizoda měla jednu z nejdelších mezer mezi jejím vznikem a dokončením. Nápad vznikl na příběhovém výjezdním zasedání. Jean na záchodě našel výtisk časopisu TV Guide, na jehož obálce byla Akta X. Najednou se objevil nápis „The X-Files“. Cítil, že crossover by byl dobrý nápad, vrátil se do místnosti, řekl Reissovi svůj nápad a dvojice ho přednesla. Nikdo z ostatních zaměstnanců do toho nechtěl jít, a tak se Reiss a Jean rozhodli, že to udělají sami. Předtím, než byla epizoda vyrobena, byl scénář poslán Chrisi Carterovi, tvůrci Akt X, který řekl, že je pro něj „ctí“, že bude satirizovat Simpsonovy. Jean se obával, že epizoda nebude vtipná, protože při čtení u stolu bylo přítomno jen několik scenáristů, a ti se moc nesmáli. Dlouho trvalo, než se vymyslel konec a vysvětlení mimozemšťana. Původně měl zůstat jen jako záhada. Kancelář Muldera a Scullyové byla navržena tak, aby byla přesně stejná jako ta, která se používá v Aktech X. Po dokončení poslala společnost Fox epizodu ke kritickému hodnocení, které bylo „opravdu skvělé“. Scéna s tričky „Homer je tlusťoch“ měla původně hlášku navíc: „Říkal jsem ti, že máme vyprodáno!“, čímž se vyplnila dějová chyba ve skutečné epizodě, v níž Homer žádá o nějaká trička, přestože mu bylo právě řečeno, že jsou vyprodaná. Scénu po Homerově prvním setkání s mimozemšťanem, v níž běží po poli a píše do trávy „Yahhh!“, napsal David M. Stern a přidal ji až po původním přečtení.

## Kulturní odkazy
Části s Leonardem Nimoyem jsou parodií na dokumentární seriál o paranormálních jevech In Search Of…, který Nimoy uváděl. Kromě vystoupení Muldera a Scullyové se v epizodě objevuje i několik dalších odkazů na Akta X. Na Mulderově odznaku FBI je jeho obrázek, na němž má na sobě pouze plavky speedo; jde o odkaz na scénu z epizody Akta X Duane Barry, v níž měl David Duchovny na sobě pouze speedo. Ve scéně, kdy Scullyová dělá Homerovi test na detektoru lži, je v pozadí vidět Muž s cigaretou.
V bažině se objeví žáby Budweiseru, které skandují svá jména. Pak je sežere aligátor, který zavrčí „Coors!“. Homerův návrh, aby s Bartem zfalšovali setkání s mimozemšťanem a prodali ho televizní stanici Fox, je narážkou na podvod s Alien autopsy. Když Homer vypráví svůj zážitek šéfovi Wiggumovi, vzpomíná, že mimozemšťan měl sladký, nebeský hlas a zjevoval se každý pátek večer „jako Urkel“ ze sitcomu Family Matters.
Objevují se také četné filmové odkazy. Marvin Marťan, Gort, Žvejkal, ALF a Kang či Kodos tvoří sestavu FBI. Hudba, kterou hraje Springfieldská filharmonie, pochází z filmu Psycho z roku 1960. Vypravěčské pasáže vycházejí z filmu Plan 9 from Outer Space z roku 1959. V názvu jedné z kapitol je věta „Samá práce a žádná zábava dělá z Jacka nudného chlapce“, která se vypisuje ad infinitum, odkazem na film Osvícení z roku 1980. Pan Largo diriguje pětici svých studentů při hraní slavných pětitónů z filmu Blízká setkání třetího druhu z roku 1977. Jimbo Jones je viděn, jak ukazuje ceduli s nápisem „Potřebuji dva lístky na Pearl Jam“, což je odkaz na film Blízká setkání třetího druhu. Milhouse hraje arkádovou hru Vodní svět Kevina Costnera, pohybuje se jen několik kroků, než musí vložit dalších čtyřicet čtvrťáků, což je odkaz na překročení rozpočtu filmu Vodní svět Kevina Costnera z roku 1995.

## Přijetí
V původním vysílání se díl umístil na 26. místě ve sledovanosti v týdnu od 6. do 12. ledna 1997 s ratingem Nielsenu 11,7, což odpovídá přibližně 11,3 milionu diváckých domácností. Byl to třetí nejlépe hodnocený pořad na stanici Fox v tomto týdnu, hned po Aktech X a premiéře seriálu Tatík Hill a spol.
Al Jean a Mike Reiss získali cenu Annie za nejlepší individuální úspěch za práci na televizní epizodě.
Autoři knihy I Can't Believe It's a Bigger and Better Updated Unofficial Simpsons Guide, Warren Martyn a Adrian Wood, uvedli, že se jednalo o „velmi chytrou epizodu, jejíž sestava je jedním z nejlepších vizuálních gagů za poslední dobu“.
IGN zařadil výkon Leonarda Nimoye v tomto dílu a v epizodě Marge versus jednokolejka na 11. místo mezi nejlepšími hostujícími vystoupeními v historii seriálu. Nathan Ditum z Total Film zařadil výkony Duchovnyho a Andersona na 4. místo mezi nejlepšími hostujícími vystoupeními v historii seriálu.
Skeptical Inquirer epizodu hodnotil kladně a uvedl, že „je vzácné, aby se z populárního televizního pořadu vysílaného v hlavním vysílacím čase vyklubal ‚šlágr‘ pro skeptiky“. Kritik Chris Knight spekuloval, že pokud se na Akta X jednou zapomene, ti, kteří tuto epizodu uvidí, pravděpodobně ještě ocení scénu s ALFem, Žvejkalem a Marvinem Marťanem.